# Menschenrechte in Saudi-Arabien
In Saudi-Arabien werden grundlegende Menschenrechte nicht beachtet, was oft Anlass für kontroverse Diskussionen ist. Freedom House schätzt Saudi-Arabien als „nicht frei“ ein. Auf einer Skala der politischen und Freiheitsrechte von 1 (größte Freiheit) bis 7 (geringste Freiheit) wird Saudi-Arabien im Bericht “Freedom in the World” als nicht frei (7) bezüglich politischer Rechte und nicht frei (7) bezüglich Freiheitsrechte eingestuft. The Economist publizierte 2012 ein Demokratie-Rating mit Saudi-Arabien, das eine absolute Monarchie ist, an 163. Stelle von 167 Ländern. Damit wird Saudi-Arabien unter den zehn autoritärsten Staaten der Welt gesehen. Im „Index of Economic Freedom“ der Heritage Foundation rangiert Saudi-Arabien 2012 auf Platz 74 von 179.

## Rechtssystem
Menschenrechte sind dem Menschen aus humanistischer und aufgeklärter Sicht von Natur aus – von Beginn seiner Existenz an mitgegebene Rechte, trotzdem basiert ihre Einhaltung immer auf dem jeweiligen Rechtssystem eines Landes. In Saudi-Arabien ist das Rechtssystem an einer wahhabitisch-konservativen Auslegung des Islams auf der Grundlage der Scharia ausgerichtet. Demnach ist es nicht die Aufgabe der Regierung, Konsens innerhalb der Bevölkerung herzustellen, sondern – nach Auffassung der „reinen Lehre“ – die Gebote und Verbote Gottes im gesellschaftlichen Leben zur Geltung zu bringen.
1992 hat König Fahd ibn Abd al-Aziz (reg. 1982–2005) mit der Grundordnung, die auch als „Grundgesetz der Herrschaftsausübung“ betitelt wird, einen 83 Punkte umfassenden Gesetzestext erlassen. In Art. 1 werden der Koran und die Sunna als Verfassung benannt. In Art. 26 wird hier der Schutz der Menschenrechte, welche in Übereinstimmung mit der Scharia stehen, festgelegt.
Der Jahresbericht 2007 der Organisation Amnesty International listet unter anderem die folgenden Tatbestände auf:
- Inhaftierung gewaltloser politischer Oppositioneller
- Anwendung der Prügelstrafe bei Männern (meistens Auspeitschungen)
- Unterdrückung der Meinungs- und Religionsfreiheit
- Haft ohne Anklage und Gerichtsverfahren
- Ausweisung von Ausländern, denen in ihrer Heimat die Todesstrafe droht
- Ausweisung politisch Verfolgter
- Anwendung der Todesstrafe

Im Jahre 2004 wurde die „Nationale Behörde für Menschenrechte“ gegründet. Ihre Aufgabe ist es, Menschenrechtsverletzungen zu dokumentieren und weiterzuleiten. Ihr langfristiges Ziel ist die Verbesserung der Menschenrechtslage. Die Behörde untersteht dem Innenministerium.

## Liberale Verteidigungsrechte

### Recht auf Leben, Unversehrtheit und Sicherheit

#### Todesstrafe
Todesurteile werden zum einen für eine Reihe religiöser Vergehen (hudud) ausgesprochen, die zugleich als Angriff auf die staatliche Ordnung gelten: Koranschändung, Gotteslästerung, Apostasie (Konversion zu anderen Glaubensrichtungen). Die Apostasie wird nur bei Männern mit dem Tod, bei Frauen mit einer lebenslangen Freiheitsstrafe bestraft. Die „Ergreifung von Maßnahmen gegen den König“ gilt ebenfalls als Angriff auf die staatliche Ordnung und kann daher mit der Todesstrafe geahndet werden.
Hinzu kommt die Qisās (Prinzip der Wiedervergeltung), also die Vergeltung von Mord mit dem Tod des Mörders, sowie eine Reihe sozialer und sexueller Vergehen: Hexerei, Ehebruch, Homosexualität, Vergewaltigung fremder Frauen oder der eigenen Ehefrau, sexueller Missbrauch von Frauen oder Kindern, Prostitution. Schon die sexuelle Belästigung von Frauen – ein unscharf definierter Straftatbestand – kann ein Todesurteil begründen. Dieses kann ferner für Drogenhandel, Raubüberfall in Verbindung mit Schwerverletzten oder Toten und Handel bzw. Schmuggel von Alkohol verhängt werden.
Ein Rechtsgutachten von 1988 sieht die Todesstrafe für „Sabotage“ und „Verderbtheit (Korruption) auf Erden“ vor. Weil sie „die Korruption im Land gefördert und die Sicherheit gefährdet“ hätten, wurden z. B. am 4. April 2005 sechs Somalier enthauptet, die Autos entwendet und Taxifahrer bedroht haben sollen. Am 25. Januar 2008 wurden in Mekka drei birmanische Staatsbürger wegen „Korruption auf Erden“ enthauptet; sie hatten eine Frau in ihrer Wohnung überfallen, sie bedroht und beraubt.
Nach Angaben von Amnesty International und der UNO wurden auch Minderjährige zum Tod verurteilt. Im April 2020 wurde die Todesstrafe für Minderjährige abgeschafft.
Da zum Tod Verurteilte begnadigt werden können, wenn alle Mitglieder einer Opferfamilie ihnen verziehen haben, warten sie oft jahrzehntelang im Gefängnis, bis zur Tatzeit minderjährige Opferangehörige volljährig sind und entscheiden können. Die Verurteilten, ihre Anwälte und Angehörigen erfahren den Hinrichtungstermin oft nicht. Letzte Gnadeninstanz ist der König, er muss jedes Todesurteil überprüfen und schriftlich genehmigen, bevor es zu einer Hinrichtung kommt.
Bei einer Vergewaltigung steht es allein der Frau zu, den Täter zu begnadigen; bei einer versuchten Vergewaltigung hat auch die Familie das Recht, den Täter zu begnadigen. Das saudische Strafrecht räumt für Vergewaltigung in der Ehe keine mildernden Umstände für den Mann ein, wie dies z. B. im Iran der Fall ist.
Im Jahre 2007 wurden insgesamt 153 Männer und 3 Frauen hingerichtet, die saudische Strafjustiz macht in Bezug auf die Todesstrafe einen großen Unterschied zwischen Frauen und Männern. Die übliche Hinrichtungsmethode ist die öffentliche Enthauptung mit einem Schwert. Die Steinigung wurde 1983 das letzte Mal angewandt.
Die am häufigsten mit dem Tod bestraften Delikte von 1993 bis 2009:
| Delikte                   | Anzahl der Hinrichtungen |
| ------------------------- | ------------------------ |
| Mord                      | 1035 (Frauen und Männer) |
| Drogenschmuggel/Handel    | 540 (Frauen und Männer)  |
| Vergewaltigung von Frauen | 175 (alles Männer)       |
| Schwerer Raub             | 83 (alles Männer)        |
| Rebellion                 | 63 (alles Männer)        |
| Bombenattentat            | 16 (alles Männer)        |

#### Folter
Obwohl Saudi-Arabien der UN-Antifolterkonvention mit Vorbehalten 1997 beigetreten ist, sind Folterungen und Misshandlungen weiterhin vorhanden. Zu den angewendeten Foltermethoden zählen körperliche Misshandlungen aller Art, Beleidigungen und Schlafentzug. Die weit verbreitete Praxis der Haft ohne Kontakt zur Außenwelt leistet der Folter Vorschub. Folter dient unter anderem dazu, Gefangene einzuschüchtern und Geständnisse zu erpressen, welche auch vor Gericht verwendbar sind.

#### Freiheitsberaubung
Vor allem Kritiker der Regierung werden ohne Anklage oder Gerichtsverfahren häufig für längere Zeit in Haft gehalten, bevor man sie entweder vor Gericht stellt oder wieder freilässt. Trotz anderslautender gesetzlicher Vorschriften wurden über Jahre hinweg Tausende von Menschen, die sich für politische und religiöse Rechte einsetzten sowie Straftatverdächtigte ohne Haftbefehl festgenommen. Die Betroffenen werden in der Regel ohne Anklage weit über den juristisch vorgesehenen Zeitraum von drei Tagen hinaus, teilweise sogar über Monate und Jahre festgehalten.
Die Haftbedingungen sind besorgniserregend, die Gefängnisse oft dramatisch überbelegt. Ein Kontakt zur Familie und zu einem Rechtsbeistand wird den Gefangenen häufig verwehrt. Somit haben sie keine Chance, die Rechtmäßigkeit ihrer Verhaftung anzufechten. Ausländische Inhaftierte, die des Arabischen nicht mächtig sind, können nur in seltenen Fällen zu ihrer Botschaft oder ihrem Konsulat Kontakt aufnehmen und erhalten keinen Dolmetscher. Bei Besuchen von Botschaftsangehörigen ist es den Gefangenen in der Regel untersagt, über ihre Behandlung in der Haft oder über ihren Fall zu sprechen.

### Recht auf Freiheit

#### Meinungsfreiheit
2002 erregte ein Brand in einem Mädcheninternat, bei dem mehrere Mädchen durch Angehörige der Religionspolizei wieder in das brennende Gebäude zurückgeschickt wurden, weil sie ihre Schleier nicht trugen, in ganz Saudi-Arabien öffentliches Interesse. Nach der Diskussion um die Rechtmäßigkeit dieser Aktion, die auch teilweise in der Presse geführt wurde, wurden mehr öffentliche Diskussionen über Themen geführt, die früher als Tabu galten. Erst im Mai 2010 wurde vom Erziehungsministerium aufgrund dieses Vorfalls erlaubt, dass auch nicht vollständig korrekt gekleidete Frauen von der Feuerwehr gerettet werden dürfen.
Doch obwohl sich die Meinungsfreiheit im Königreich in den letzten Jahren weiter verbessert hat, rangiert Saudi-Arabien auf der Liste der Pressefreiheit 2008, herausgegeben von der Menschenrechtsorganisation „Reporter ohne Grenzen“, auf Platz 161 von 173. Hauptgrund dafür, ist die noch immer strikte Zensur und strafrechtliche Verfolgung von Kritik am Regierungssystem. So wurde der regierungskritische Internetjournalist Fouad Ahmad al-Fahrhan am 10. Dezember 2007 festgenommen und bis zum 26. April 2008 ohne Anklage festgehalten.
Im Februar 2007 durfte die Tageszeitung Shams sechs Wochen lang nicht erscheinen. Die Zeitung hatte die Mohammed-Karikaturen im Rahmen ihrer Kampagne für Aktionen gegen die Karikaturen abgedruckt.
Auch in dem Karikaturenstreit 2005, der durch eine dänische Zeitung ausgelöst wurde, kritisierte die Ulema in Saudi-Arabien die westliche Pressefreiheit wiederholt. Im Januar 2006, nachdem ein dänisches Gericht festgestellt hatte, dass die Veröffentlichung der Karikaturen nicht gegen ein Gesetz verstößt, zog die saudi-arabische Regierung ihren Botschafter aus Kopenhagen ab und verhängte einen Warenboykott gegen Dänemark.
Das Internet wird durch die staatliche Internet Service Unit effektiv gefiltert. Die Bürger sollen so vor allem gegen Einflüsse durch Inhalte, die die religiösen oder gesellschaftlichen Normen der Regierung verletzen, geschützt werden. So werden beispielsweise westliche Berichterstattung von unabhängigen Medien (religions- und regierungskritische Berichte), Pornografie und Seiten von Menschenrechtsorganisationen blockiert. Im März 2007 wurde Mohsen al-Awaji festgenommen, nachdem er im Internet Artikel veröffentlicht hatte, in denen er die Behörden und die Königliche Familie kritisierte und die Abschaffung der Zensur von Internetseiten forderte. Er wurde nach acht Tagen ohne Anklageerhebung wieder freigelassen.

#### Glaubensfreiheit
Das öffentliche Praktizieren anderer Religionen als des sunnitischen Islam ist in Saudi-Arabien verboten, daher ist auch die Religionsfreiheit der Schiiten beschränkt, sie dürfen Bräuche, die mit dem sunnitischen Islam nicht vereinbar sind, z. B. die Mut'a-Ehe oder das Gedenkfest für Imam Hussain (Aschura), nicht öffentlich ausüben. Die Schiiten werden von den religiösen Autoritäten nicht als Muslime anerkannt. Sie dürfen Moscheen betreiben, diese werden jedoch offiziell nicht als Moscheen angesehen. Entsprechend wird in den Schulen ausschließlich sunnitischer Religionsunterricht erteilt.
Auch für Gastarbeiter und Diplomaten ist es bei Strafe verboten, einen nicht-sunnitischen Gottesdienst zu feiern, eine Taufe oder eine Krankensalbung zu empfangen. Kirchen, Synagogen oder andere nicht-sunnitische Gebetshäuser gibt es nicht und die Errichtung dieser Gebäude ist verboten. Bei der Bestrafung von Christen wegen Verstößen gegen das Missionierungsverbot kann das Strafmaß je nach Nationalität unterschiedlich ausfallen. Staatsangehörige westlicher Verbündeter (z. B. USA, Europäern) werden meist „diskret“ des Landes verwiesen, während Missionare aus anderen Ländern (z. B. Philippinen, Kenia) inhaftiert und manchmal auch hingerichtet werden. Im Weltverfolgungsindex für Christen, das vom Missions- und Hilfswerk Open Doors veröffentlicht wird, stand Saudi-Arabien 2008 hinter Nordkorea auf dem zweiten Platz.
Wer sich öffentlich zu einer als „islamische Sekte“ bezeichneten Gruppe wie den Aleviten, Ahmadiyya, Drusen oder Jesiden bekennt, kann bestraft werden. Dies betrifft insbesondere die Zugehörigkeit zur nachislamischen Weltreligion der Bahai.
siehe auch: Christentum in Saudi-Arabien

#### Gewissensfreiheit
In Saudi-Arabien wird die Gewissensfreiheit unter anderem durch polarisierende Schulbücher verletzt. Die Lehrbücher, die für den Islam-Unterricht genutzt werden, verbreiten eine Ideologie, die sich hasserfüllt gegen alle richtet, die sich nicht zum islamischen Wahhabitentum bekennen.

### Situation der Frau
In Saudi-Arabien sind die Rechte der Frauen eingeschränkt, das Land hat die UN-Frauenrechtskonvention am 7. September 2000 mit Vorbehalten gegen Art. 9 Abs. 1 und Art. 29 Abs. 1 ratifiziert, das Zusatzprotokoll zur Frauenrechtskonvention bisher nicht ratifiziert. Im Global Gender Gap Report 2018 rangierte das Land bezüglich Gleichstellung der Geschlechter auf Platz 141 von 149.
Inzwischen ist es zwar Pflicht, dass jede Frau einen Personal- bzw. Reiseausweis besitzt, aber eine Frau durfte bis August 2019 das Land ohne Genehmigung durch ihren Vormund nicht verlassen. Seit August 2019 haben Frauen in Saudi-Arabien Reisefreiheit. Seit Anfang 2008 dürfen Frauen alleine in einem Hotel wohnen, dies war ihnen vorher nur in der Begleitung eines „männlichen gesetzlichen Vormundes“ gestattet.
Einheimische Frauen unterliegen in der Regel einer gesetzlichen männlichen Vormundschaft. Der immer männliche Vormund ist bis zur Ehe in der Regel der Vater, die Brüder oder ggf. ein Onkel. Ab der Ehe ist der Ehemann der Vormund. Der Vormund ist für Straftaten, die eine Frau begeht, mitverantwortlich; bei kleineren Delikten ist es oft der Fall, dass der männliche Vormund sich vor Gericht zu verantworten hat, bei größeren Delikten in der Regel beide. Seit 2004 dürfen Frauen ihre Firmen selbst führen d. h. die eigene Verantwortung dafür tragen.
Frauen können sich vor Gericht von der ihnen auferlegten Zwangs-Vormundschaft entbinden lassen, müssen dafür aber nachweisen können, dass der Vormund sie misshandelt, vergewaltigt, gequält hat oder zwingt, Dinge zu tun, die nicht mit dem Islam vereinbar sind (z. B. Prostitution oder analer Geschlechtsverkehr). Der Vormund wird für diese Vergehen daraufhin zur Rechenschaft gezogen, außer es gibt nach der Entbindung eine außergerichtliche Einigung zwischen dem Ehepaar (z. B. Entschädigungssumme).
Frauen war das Lenken von Kraftfahrzeugen bis Juni 2018 untersagt, im Oktober 2005 hatte König Abdullah noch bestätigt, dass sich daran in nächster Zeit nichts ändern werde. Der König selber unterstützte zwar die Aufhebung des Fahrverbotes, machte diese jedoch von der Zustimmung der Allgemeinheit abhängig. Erst seit 1966 dürfen Frauen Schulen besuchen. Inzwischen ist im Bildungssektor die Liberalisierung so weit vorangeschritten, dass die Mehrheit der Studenten Frauen sind. Sie müssen die Vorlesungen von männlichen Dozenten am Bildschirm verfolgen, da in der Universität wie im gesamten öffentlichen Raum der Grundsatz gilt, dass Frauen keinerlei persönlichen Kontakt zu nichtverwandten Männern und Männer keinerlei persönlichen Kontakt zu nichtverwandten Frauen haben dürfen. Deswegen sind im Königreich oft Bereiche anzutreffen, die nur einem Geschlecht vorbehalten sind, zum Beispiel Busse, Einkaufscenter oder Restaurants. Hessah al-Oun, die Vorsitzende des Stadtrates von Rawda, eines Stadtteils von Dschidda, setzte im März 2008 den Bau eines öffentlichen (staatlichen) Freizeit- und Sportparks für Frauen durch. Bis dahin wurden solche Einrichtungen nur von privaten Besitzern angeboten.
In den beratenden Ministerrat (Schura) des saudischen Regierungsrates, dem vorher nur Männer angehörten, wurden im Juni 2006 erstmals sechs Frauen berufen. Das aktive und passive Wahlrecht bei Gemeinderatswahlen erhielten Frauen 2015.
Viele Berufe waren den Frauen nicht zugänglich, heute steht ihnen fast jeder Beruf offen, allerdings unter der Voraussetzung strikter Geschlechtertrennung am Arbeitsplatz, was ein Problem bei der Beschäftigung bei ausländischen Firmen verursacht, weswegen die strikte Trennung – z. B. für den Kantinenbereich – gelockert werden soll, was aber die orthodoxe Geistlichkeit zu verhindern trachtet.
Seit Mitte Februar 2018 dürfen Frauen Onlinedienste der Regierung nutzen sowie ohne Einverständnis von Ehemann, Vater oder Bruder als Unternehmerinnen tätig werden. Es bleibt ihnen weiterhin versagt, ohne Einverständnis eines männlichen Familienmitglieds zu studieren.
Seit einigen Jahren bemüht sich die Regierung um partielle Maßnahmen zur Liberalisierung. So wurden bei den letzten Wahlen der Handelskammer auch zwei Frauen in den Vorstand gewählt. Die Vorsitzende des Weltwirtschaftsforums in Saudi-Arabien ist eine Frau. Mit Soraya Obaid ist zum ersten Mal eine saudische Frau die Direktorin des Bevölkerungsfonds der Vereinten Nationen.

#### Schleierpflicht

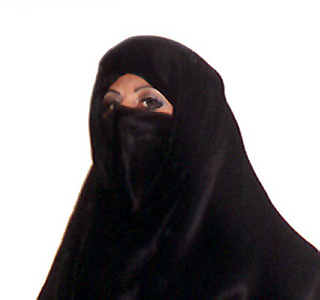
Frau mit „einfachem“ Niqab – obwohl keine gesetzliche Pflicht, weit verbreitet in Saudi-Arabien

In der Grundordnung des Königreiches ist der Schleier nicht explizit erwähnt; dass Frauen ihn in der Öffentlichkeit trotzdem bis 2018 tragen mussten, ergab sich aus den Art. 1, 23 und 45. Der Schleier sollte den ganzen Körper mit Ausnahme von Gesicht und Händen bedecken und soll einfach gearbeitet und nicht anziehend sein, so dass Männer nicht darauf aufmerksam werden. In den Zentralprovinzen (Riad und Buraida) sieht man hingegen immer noch Frauen, die ihr Gesicht und ihre Hände verschleiern, dies wird als besonders „anstandsvoll“ angesehen, ist aber nicht gesetzlich vorgeschrieben.
Weibliche Familienangehörige nicht-islamischer Expatriierter oder andere Besucherinnen des Königreichs müssen den Körper mit einer schwarzen Kutte verhüllen, können die Haare jedoch unverhüllt lassen. Während dies in den inneren Provinzen selten zu beobachten ist, ist es in den Industriestädten am Persischen Golf unter westlichen und fernöstlichen Frauen üblich, die Haare nicht zu verschleiern. Anders als im Iran, in dem die Verschleierung des weiblichen Haars einer Doktrin folgt und ein freizügiges Tragen des Kopftuches sehr verbreitet ist, folgt die saudische Tradition einem pragmatischen Verhüllen der Weiblichkeit. Diese erlaubt es, das Haar unbedeckt zu lassen.
In den letzten Jahren seit 2018 lockerten sich die Bekleidungsregeln für Frauen und die Abaya wird nicht mehr in den Großstädten von allen Frauen getragen.
Siehe auch: Verschleierung im Islam

### Homosexualität
Homosexuelle Handlungen stehen in Saudi-Arabien unter Strafe. Vergehen werden meist mit körperlicher Züchtigung oder Gefängnis bestraft. Für Geschlechtsverkehr zwischen Männern kann die Todesstrafe verhängt werden, wohingegen Frauen meist nur mit Peitschenhieben bestraft werden. Ende 2007 wurden zwei Männer wegen homosexuellen Geschlechtsverkehrs zu jeweils 7000 Peitschenhieben verurteilt. Bisher wurden nur Männer für diese Straftat verurteilt, nach offiziellen Zahlen wurden bisher vier Männer wegen homosexuellen Geschlechtsverkehrs hingerichtet. Ein Kriminalfall von weiblicher Homosexualität ist in Saudi-Arabien bisher nicht bekannt.

### Verhalten gegenüber ausländischen Gästen
Natürlich gelten auch alle Einschränkungen der persönlichen und politischen Freiheit für ausländische Gäste. Die Ausübung von anderen Religionen außer dem Islam ist nur im privaten Bereich in abgeschotteten Wohngebieten erlaubt. Auch islamische Pilger, die jedes Jahr zu Millionen nach Mekka reisen, unterliegen vielen Auflagen, so werden den Pilgern zum Beispiel oft Amulette abgenommen, weil die Wahhabiten diese für heidnisch halten. Weiterhin bestehen strenge Kleidungs- und Verhaltensvorschriften, die nach dem konservativen wahhabitischen Islamverständnis ausgelegt werden.

#### Situation der Gastarbeiter
Seit dem Erdöl-Boom in den 1940er-Jahren wurden durch das Königshaus Millionen von Gastarbeitern in das Land geholt. Der Anteil von Gastarbeitern an der erwerbstätigen Bevölkerung lag 1996 bei 73 %. Diesen Anteil versucht die Regierung seit Ende der 1990er-Jahre stetig zu verringern. Im April 2006 trat ein neues Arbeitsgesetz in Kraft, das die Gastarbeiter aus dem Land drängen soll. Allerdings ist der größte Teil dieser Arbeitnehmer (insbesondere aus Pakistan, Indien, Bangladesch) in Niedriglohnsegmenten des privaten Sektors beschäftigt, die von der einheimischen Bevölkerung bisher gemieden werden. Öffentlichkeitsarbeit, Bürotätigkeiten, Postdienst, Autoverkauf, Einzelhandel oder Tätigkeiten als Reiseführer dürfen von Gastarbeitern nicht ausgeübt werden. Doch das neue Gesetz stärkt auch die Rechte der Gastarbeiter: Arbeitgeber sind zu schriftlichen Arbeitsverträgen sowie zur Übernahme sämtlicher Kosten der Ein- und Ausreise verpflichtet.
Jedoch ist auch hier, wie in vielen anderen Bereichen, das Gesetz und seine Anwendung zweierlei, so müssen zum Beispiel 1,5 Millionen weibliche Hausangestellte ostasiatischer Herkunft im Königreich oft bis zu 20 Stunden am Tag arbeiten und werden vielfach misshandelt.
Für westliche Gastarbeiter, die zumeist als Spezialisten im Erdölsektor oder im Management für internationale Betriebe arbeiten, wurden oft abgeschottete Ansiedlungen errichtet, in denen sie weitgehend ungestört leben können. Doch Gastarbeiter aus Drittweltländern werden auch im privaten Bereich eingeschränkt und kontrolliert. Einbürgerung von Gastarbeitern, egal wie lange sie im Land leben, kommt so gut wie nie vor. Unverhältnismäßig hoch hingegen ist die Anzahl von hingerichteten nicht-muslimischen Gastarbeitern aus Asien.

### Ausweisung
Die Ausweisung von ausländischen Gästen ist vor allem bei Bürgern westlicher Verbündeter (USA, Europa) eine gängige Strafe bei geringen Vergehen. Zum Beispiel kann die Nicht-Einhaltung von religiösen Gebräuchen zur Ausweisung führen. So brachte das Innenministerium am 10. Oktober 2004 eine Verlautbarung heraus, wonach alle Nichtmuslime des Landes verwiesen würden, wenn sie die Gebote des Ramadan nicht einhielten. In den 1990er-Jahren wurden außerdem jedes Jahr 350.000 bis 450.000 Illegale wie zum Beispiel Flüchtlinge aus Afrika ausgewiesen.
Aber auch radikale Islamisten wurden in der Vergangenheit des Landes verwiesen. Ein bekannter Fall war 1991, nach Stationierung von US-Soldaten zum Schutz gegen den Irak, die Ausweisung von Osama bin Laden, der trotz seiner gehobenen Stellung in Wirtschaft und Gesellschaft wegen Agitationen gegen das Regime ausgewiesen wurde.
Laut Human Rights Watch gehen saudi-arabische Grenzbeamte mit Waffengewalt gegen Migranten vor. So seien in den ersten Monaten des Jahres 2023 Hunderte Menschen erschossen worden. Augenzeugen berichteten von Leichenbergen. Hunderte äthiopische Migranten und Asylsuchende, die versucht hätten, die saudi-arabisch-jemenitische Grenze zu überqueren seien getötet, Menschen aus nächster Nähe erschossen worden, darunter auch Kinder. Human Rights Watch berichtete außerdem über den Einsatz von Sprengwaffen gegen Migranten.

## Politische und soziale Rechte

### Bewegungsfreiheit
Seit Januar 2008 dürfen Frauen in Saudi-Arabien alleine (ohne ihren männlichen Vormund) in Hotels übernachten, seit Juni 2018 ist es ihnen erlaubt, Auto zu fahren. Allerdings dürfen sie ohne einen männlichen Vormund nicht vor einem Gericht erscheinen oder ohne dessen Erlaubnis ins Ausland reisen.
Reformfreunden, die im März 2004 verhaftet und danach freigelassen wurden, wurde laut Aussagen verboten, sich vor der Presse zu äußern, und es wurde ein Verbot von Auslandsreisen verhängt. Human Rights Watch hatte die nationale Menschenrechtsorganisation aufgefordert, über diese Einschränkungen genauere Informationen einzuholen. Human Rights Watch meinte, dass das saudische Innenministerium Eingriffe in die Meinungs- und Bewegungsfreiheit saudischer Bürger vorgenommen habe. Die Pässe dieser saudischen Bürger wurden beschlagnahmt und sie dürfen das Land nicht verlassen.
Auch die Bewegungsfreiheit von ausländischen Gästen wird meist durch Eintragungen in das Ausweispapier stark eingeschränkt. So dürfen Pilger zum Beispiel nur die heiligen Städte Mekka und Medina besuchen.

### Versammlungsfreiheit
Demonstrationen sind verboten, es herrscht ein generelles Versammlungsverbot. Ungefähr 2.000 Menschen protestierten im Juli und im August 2006 in mehreren Städten des Landes gegen die Bombenangriffe Israels auf den Libanon im Libanonkrieg 2006. In diesem Zusammenhang wurden mehrere Personen festgenommen. Im September demonstrierten 300 Schiiten gegen die fortdauernde Inhaftierung mehrerer Glaubensbrüder, die im April 2000 im Zusammenhang mit Protesten und Ausschreitungen festgenommen worden waren. Einige Demonstranten wurden verhaftet.
Im Februar 2009 filmten Mitglieder der Religionspolizei (CPVPV) schiitische Frauen beim Besuch des Grabes des Propheten Mohammed in Medina. Als eine Gruppe schiitischer Männer und Frauen, die das Grab besuchten, vor den Büros der CPVPV in Medina für die Aushändigung des Videomaterials demonstrierten, wurden die Demonstranten von der Religionspolizei angegriffen; mehrere von ihnen wurden verletzt und mindestens neun festgenommen, aber nach einer Woche wieder freigelassen. Laut Innenminister Prinz Naif ibn Abd al-Aziz wurden auch einige Personen der sunnitischen Gemeinde festgenommen.
Die bekannteste oppositionelle Gruppe ist die Movement for Islamic Reform in Arabia (MIRA) mit Sitz in London. Sie tritt für Gewaltenteilung, Meinungsfreiheit und Frauenrechte ein, Dinge, die die MIRA der saudischen Regierung abspricht. Die Gruppe hatte im Jahr 2003 zu einer Demonstration in Saudi-Arabien aufgerufen, bei der von der saudischen Polizei über 350 Verhaftungen vorgenommen wurden. Der Vorsitzende der MIRA ist der Arzt Sa'ad al-Faqih. Die saudische Regierung stuft ihn und seine Gruppe, genauso wie die mit der saudischen Regierung verbündete US-Regierung, als terroristisch ein und verweigert daher jegliche Verhandlung.

### Vereinigungs- und Koalitionsfreiheit
Es gibt keine legalen politischen Parteien. Parteien, Opposition, Streiks und Gewerkschaften sind vom König offiziell verboten. Trotzdem gibt es in Saudi-Arabien vier nennenswerte Parteien, die im Untergrund arbeiten und strafrechtlich verfolgt werden:
- Arab Socialist Action Party – Arabian Peninsula
- Communist Party in Saudi Arabia
- Green Party of Saudi Arabia
- Movement for Islamic Reform in Arabia (parteiähnlich)

Auch unabhängige Menschenrechtsorganisationen, wie die Human Rights First Society, sind illegal und müssen im Untergrund arbeiten.
Die fanatische Organisation der Muslimbrüder wird hingegen seit den 1930er-Jahren geduldet. Sie treten jedoch weder als Reformbewegung noch als Partei auf. Obwohl ihre Vorstellungen von der Staatsreligion abweichen und es Meinungsverschiedenheiten gibt, werden sie von der saudischen Regierung weitestgehend in Ruhe gelassen. Die Werke von Sayyid Qutb sind erlaubt, sie werden durch geistliche Autoritäten teils gelobt und teils kritisiert.

### Wahlrecht
Da Saudi-Arabien eine absolute Monarchie ist, gibt es für seine Bürger kein Wahlrecht. Ministerposten werden meist von Familienmitgliedern der Saud besetzt. Alle Regierungsbeamte und Richter werden vom König oder seinen Vertrauten ernannt.

#### Ansätze zur Demokratisierung
Allerdings untersteht dem König seit 1953 (1992 reformiert) ein beratender Ministerrat. Er hat 150 Mitglieder, die vier Jahre lang diese Position bekleiden. Die Hälfte der Minister wird vom König ernannt, die andere Hälfte wurde 2005 erstmals gewählt, allerdings nur von der männlichen Bevölkerung ab dem 22. Lebensjahr. Die Wahlbeteiligung fiel jedoch gering aus, so waren es in der Hauptstadt Riad nur 29,8 %. Bei den nächsten Wahlen (2009) sollen Frauen und Männer ab dem 22. Lebensalter wählen. Im Juni 2006 wurden erstmals sechs Frauen durch den König in den Rat berufen.
Gesetze werden in der Regel durch einen Beschluss des Ministerrates und nachfolgender Ratifizierung durch königliches Dekret in Kraft gesetzt. Jedoch kann der König, falls er es wünscht, auch eigenständig Gesetze erlassen.
Hinsichtlich der Prinzipien der Volkssouveränität, der Gewaltenteilung und der Menschenrechte bestehen offene Berührungsängste. Art. 1 der Grundordnung hält fest, dass der Koran und die Tradition des Propheten (Sunna) die Verfassung des Königreiches bilden. Da außerdem die Wandlung zu einer säkularen und weltlichen Demokratie die Legitimität des Königshauses in Frage stellen würde, gilt ihre Einführung als unwahrscheinlich.

### Recht auf Bildung

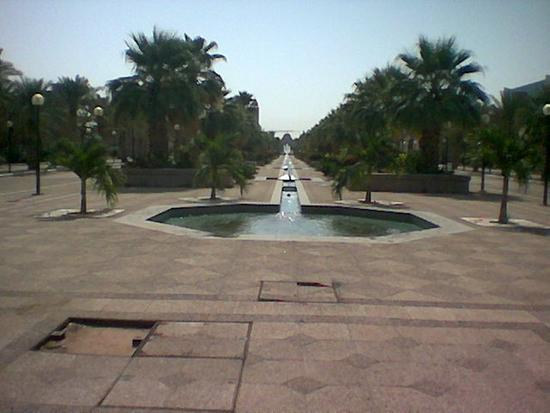
Hof der König Abdulaziz Universität in Jeddah

Saudi-Arabien galt in den 1990er-Jahren und zu Beginn des 21. Jahrhunderts als das Land mit den weltweit höchsten Bevölkerungswachstumsraten. Rund 60 % der Bevölkerung war 2003 jünger als 18 Jahre. Doch der enorme Überhang von jungen Menschen führt auch zu Problemen im Bildungssektor wie auf dem Arbeitsmarkt.
Es besteht eine neunjährige Schulpflicht für beide Geschlechter. Ihre „Grundbildung“ erhalten die saudischen Kinder in Koranschulen, die es in jedem Dorf gibt. So wird den Kindern die Lehren der Wahhabiya schon in frühen Jahren nahegebracht (vgl. Abschnitt Gewissensfreiheit). Von der Grundschule bis zum Hochschulabschluss übernimmt der Staat die Ausbildungskosten. Die Einschulungsquote liegt bei 91 %. Es gibt acht Universitäten und 65 Colleges, unter anderem in Dammam, Zahran, Dschidda, Medina und Riad. 17 Colleges sind den Frauen vorbehalten. Wie in der ganzen Gesellschaft herrscht Geschlechtertrennung, d. h. Bildungseinrichtungen sind entweder nur für Männer oder nur für Frauen. Vorlesungen von männlichen Doktoren oder Professoren verfolgen die weiblichen Schüler an einem Bildschirm.
Die strikte Geschlechtertrennung in den Schulen ist gleichzeitig die Grundbedingung der sexuellen Aufklärung im Schulunterricht, seit kurzem werden ebenfalls Themen unterrichtet, die den sozialen Kontakt und Umgang mit dem anderen Geschlecht erläutern. Man erhofft sich dadurch zusätzlich die Senkung der Scheidungsrate.
Defizite des Bildungssystems, die auch den Arbeitsmarkt beeinflussen, sind: Übergewichtung der religiösen Ausbildung, fehlende technische Ausbildung, Mangel an Ingenieuren und ausgebildeten IT-Kräften, Schwächen der Berufsausbildung. So haben nur 14 % der Berufsanfänger einen technisch-naturwissenschaftlichen Abschluss, wohingegen die Mehrheit der Hochschulabsolventen einen für den privaten Sektor ungeeigneten religions- oder geisteswissenschaftlichen Abschluss besitzt. Viele dieser Absolventen werden dann Religionspolizisten, Richter, Religionslehrer oder Regierungsbeamte.

### Recht auf Erwerbsmöglichkeit und gerechten Lohn
In Saudi-Arabien gibt es eine sehr hohe Arbeitslosigkeit. Der Anteil arbeitsloser Männer im Alter zwischen 20 und 40 wurde 2006 auf 30 % geschätzt. Neben einem milliardenschweren Industrialisierungsprogramm, welches die inländische Wirtschaft ankurbeln und vom Erdöl unabhängig machen soll, trat im April 2006 ein neues Arbeitsgesetz in Kraft. Wichtigstes arbeitsmarktpolitisches Instrument darin ist das Saudisierungsprogramm, das die Gastarbeiter zunehmend durch eigene Staatsangehörige ersetzen soll. Die Unternehmen sind verpflichtet, ihren Anteil an saudi-arabischen Arbeitskräften auf 75 % zu erhöhen. Der Arbeitsminister kann diesen Prozentsatz herabsetzen, wenn keine qualifizierten saudi-arabischen Arbeitskräfte zur Verfügung stehen. Eine strikte Visumpolitik begleitet dieses Programm. Das Gesetz behält zudem 22 Tätigkeitsbereiche ausschließlich Saudis vor und sieht eine Ausbildungsverpflichtung der Betriebe vor, um die Gastarbeiter schrittweise durch saudische Arbeitskräfte zu substituieren.
Den Frauen soll das Recht auf Beschäftigung in allen Bereichen eingeräumt werden. Sie sollen nachts nicht arbeiten, haben Anspruch auf Mutterschutz und in größeren Betrieben (ab 50 Mitarbeiter) auf Tagesmütter oder sogar (ab 100 Mitarbeiterinnen) auf einen Kindergarten. Frauen stellten 2006 10,7 % der Beschäftigten und erwerben mehr Hochschulabschlüsse als Männer. Dennoch arbeiten sie weiterhin hauptsächlich in den Bereichen Erziehung, soziale Dienste, Gesundheit und Medien.

### Krieg gegen den Terror
In Jahresbericht 2007 weist Amnesty International darauf hin, dass besonders im „Krieg gegen den Terror“ das Völkerrecht mehrmals missachtet wurde. Nach wie vor kam es in mehreren Landesteilen zu Zusammenstößen zwischen Sicherheitskräften und bewaffneten Gruppierungen. Bei Auseinandersetzungen mit den Sicherheitskräften im Bezirk al-Yarmuk, Region Riad, sollen im Februar in einer Pension mindestens fünf Männer getötet worden sein, die auf der Fahndungsliste der Regierung für verdächtige Mitglieder des Netzwerks al-Qaida standen.
Zahlreiche Menschen, die im Verdacht standen, Kontakte zum Terrornetzwerk al-Qaida zu unterhalten, wurden verhaftet. In den Monaten März, Juni und August wurden dem Vernehmen nach allein in Mekka, Medina und in der Hauptstadt Riad mehr als 100 Menschen festgenommen.
Fouad Hakim, ein Verdächtiger wurde laut Amnesty International offensichtlich von Dezember 2006 bis zur Freilassung im November 2007 ohne Anklage festgehalten. Der Arzt Muhiddin Mugne Haji Mascat wurde mehrere Monate inhaftiert, weil er einen Terrorverdächtigen ärztlich behandelt haben soll.
Im Juli kamen der Libyer Abdullah Hassan und der britische Staatsangehörige Abdel Hakim Mohammed Jellaini ohne Anklageerhebung frei, ihnen wurde vorgeworfen, terroristische Organisationen mit finanziellen Mitteln zu versorgen. Ihre Reisepässe allerdings wurden eingezogen, so dass sie das Land nicht verlassen können.
Im Mai und Juni 2007 wurden 24 Häftlinge mit saudischer Staatsbürgerschaft und ein Häftling mit chinesischer Staatsbürgerschaft aus Guantanamo entlassen und nach Saudi-Arabien gebracht. Bei ihrer Ankunft wurden sie von Sicherheitskräften verhaftet und eingesperrt. Einige von ihnen wurden wegen Urkundenfälschung zu einem weiteren Jahr Haft verurteilt, andere freigelassen.

## Reformen
Unter Chalid ibn Abd al-Aziz erlitt die stetig voranschreitende Öffnung gegenüber dem Westen 1979 einen Rückschlag. Eine radikale, sunnitische Gruppe hatte die Große Moschee in Mekka unter ihre Kontrolle gebracht und den Sturz des Königshauses gefordert, da dieses ihrer Meinung nach nicht mehr strikt nach den Regeln des Islams regierte. Die Ulema legitimierten ein Vorgehen gegen die Besetzer. Doch eine Bedingung für das Rechtsgutachten der islamischen Schriftgelehrten, welches den Einsatz von Waffen im heiligen Gebiet der Moschee erlaubte, war, dass das Königshaus von diesem Zeitpunkt an die Öffnung gegenüber dem Westen einschränken müsse.
Mit König Fahd begann dann wieder eine Reform der langsamen „demokratischen Öffnung“. Doch eine Demokratisierung des Landes nach westlichem Vorbild kam auch für Fahd nicht in Betracht. Dies begründete er mit: „die Menschen dieser Region in der Welt sind für das demokratische Verständnis der westlichen Staaten der Welt ungeeignet.“ Die Reformen erfolgten, ohne dass die Begriffe von Demokratie und Rechtsstaat im politischen Diskurs Saudi-Arabiens anzutreffen gewesen wären.
Im Jahre 2004 wurde die „Nationale Behörde für Menschenrechte“ gegründet. Ihre Aufgabe ist es, Menschenrechtsverletzungen zu dokumentieren und weiterzuleiten. Ihr langfristiges Ziel ist die Verbesserung der Menschenrechtslage. Die Behörde untersteht dem Innenministerium; ihr Aufbau ist noch nicht abgeschlossen.
Auch bei den Rechten der Frauen bemüht sich die Regierung seit einigen Jahren um partielle Maßnahmen zur Liberalisierung. So wurden bei den letzten Wahlen der Handelskammer auch zwei Frauen in den Vorstand berufen. Die Vorsitzende des Weltwirtschaftsforum in Saudi-Arabien ist eine Frau. Mit Soraya Obaid ist zum ersten Mal eine saudische Frau die Direktorin des Bevölkerungsfonds der Vereinten Nationen. Erste Frauen wurden beispielsweise auch als Touristenführer und als Rechtsanwälte zugelassen.
Auch die ersten Kinos und Theater wurden in den letzten Jahren unter Kronprinz Mohammed bin Salman in Saudi-Arabien erlaubt.
Ende 2019 wurde die Geschlechtertrennung in Restaurants und Cafes durch die Saudische Regierung aufgehoben.

## Allgemeine Erklärungen zu Menschenrechten
Saudi-Arabien lehnt die von den Vereinten Nationen 1948 verabschiedete Allgemeine Erklärung der Menschenrechte größtenteils als nicht mit dem Islam vereinbar ab. Bei ihrer Verabschiedung enthielt sich Saudi-Arabien und unterzeichnete die Erklärung auch nicht. Auch spätere Beitritte wies das Land immer wieder mit dem Verweis auf den Koran ab. Auf einer im Westen umstrittenen Konferenz 1990 der Mitgliedsstaaten der Organisation der Islamischen Konferenz wurde die Kairoer Erklärung der Menschenrechte im Islam beschlossen. Der Rat der Liga der arabischen Staaten hat im September 1994 separat eine Arabische Charta der Menschenrechte verabschiedet, im Januar 2004 in einer überarbeiteten Fassung.

## Moderne Hexenverfolgung
In Saudi-Arabien werden Menschen wegen angeblicher Zauberei oder Hexerei verfolgt und mit der Todesstrafe bedroht. Schwarze Magie und Zauberei zählen zu den Verbrechen, die während des Ramadan nicht begnadigt werden.